# Li Weifeng
Li Weifeng (traditioneel Chinees: 李瑋峰, hanyu pinyin: Lǐ Wěifēng) (Changchun, 1 december 1978) is een Chinees voormalig voetballer. In zijn spelerscarrière was hij jarenlang actief bij de Chinese topclubs Shenzhen FC en Tianjin Teda. Bij eerstgenoemde club won hij in 2004 zijn enige landstitel. Li speelde daarnaast 112 interlands in het Chinees voetbalelftal en is daarmee recordinternational.

## Clubcarrière
Li begon zijn carrière bij Shenzhen, waar hij in 1998 zijn debuut maakte in het eerste elftal. In het seizoen 2002/03 maakte hij een korte uitstap naar de Engelse club Everton, actief in de Premier League. Li tekende in juli 2002, kort na het wereldkampioenschap voetbal, zijn huurcontract voor een periode van één jaar. Everton was hiermee de eerste club die een sponsorverband aanging met een Chinees bedrijf, verbonden aan Li. Gedurende zijn contractperiode speelde Li twee officiële wedstrijden voor Everton: één in de competitie en één in de League Cup. In de zomer van 2003 keerde hij weer terug in Shenzhen. Met zijn oude club won hij in zijn voorlaatste seizoen, het eerste seizoen van de Super League als nieuwe competitievorm, de landstitel. Hoewel Li na zijn vertrek bij Shenzhen in 2005 nog bij verschillende andere clubs actief was in de Chinese competitie (en bij zijn laatste werkgever Tianjin Teda ruim honderd competitiewedstrijden speelde), won hij de Super League niet meer. In 2011 wist Li in zijn eerste seizoen bij Tianjin wel het bekertoernooi te winnen. De club ontbond zijn contract in juli 2015, waarop Li zijn actieve spelerscarrière beëindigde.

## Interlandcarrière

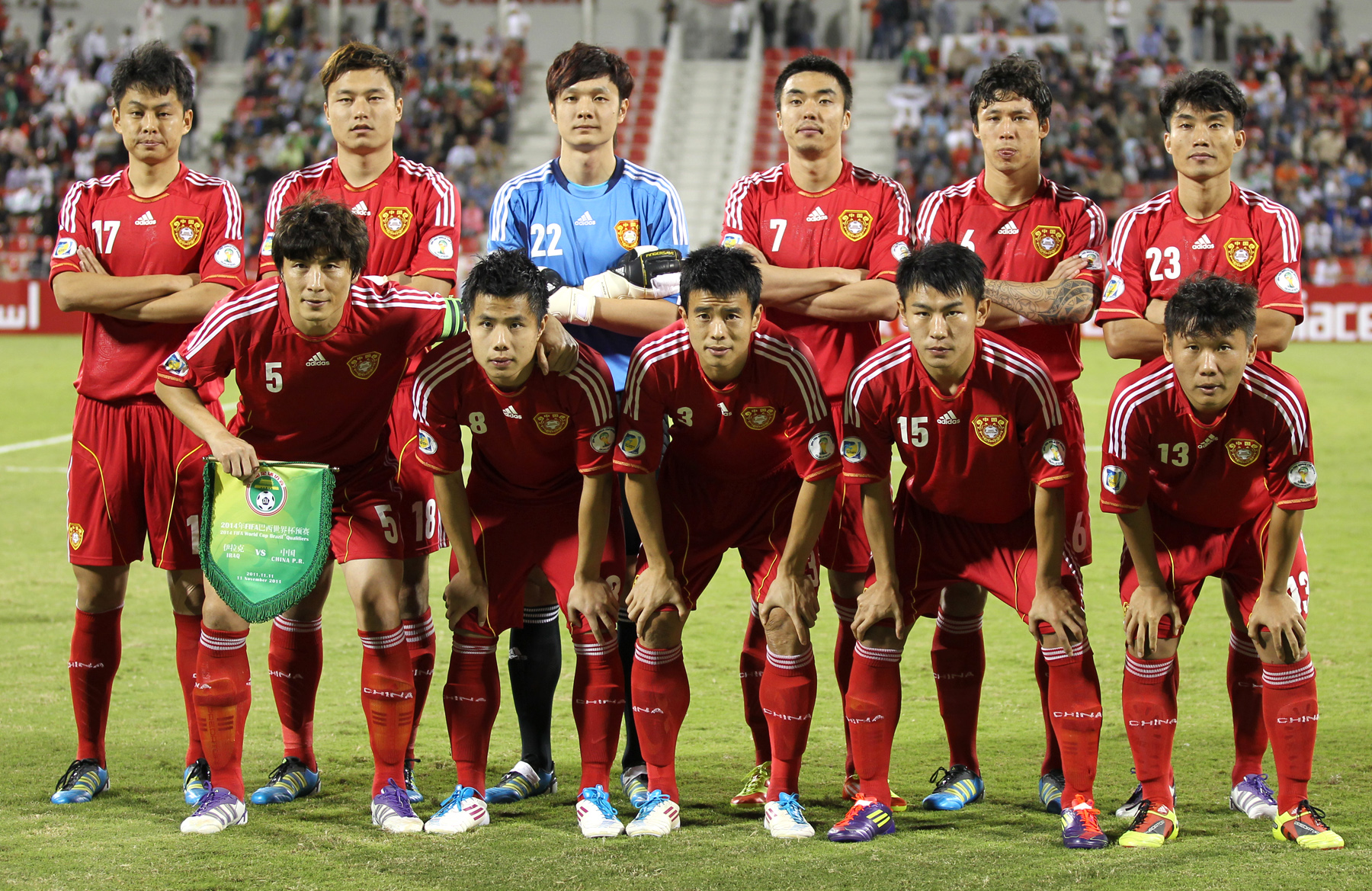
Li (links, met groene vaandel) als aanvoerder van het nationaal elftal (november 2011)

In een vriendschappelijke interland op 22 november 1998 tegen Zuid-Korea (0–0) maakte Li Weifeng zijn debuut in het Chinees voetbalelftal. Enkele weken later maakte hij zijn eerste interlanddoelpunt in een oefenwedstrijd tegen Oman (eindstand 6–1). In januari 2000 speelde Li mee in de interland tegen Guam die eindigde in 19–0 en daarmee een van de grootste uitslagen in het interlandvoetbal ooit is. Onder de nieuwe Servische bondscoach Bora Milutinović was Li in 2001 actief in het succesvolle WK-kwalificatietoernooi en behoorde hij een jaar later ook tot de Chinese selectie die deelnam aan het wereldkampioenschap, dat plaatsvond in buurlanden Japan en Zuid-Korea. In alle drie groepswedstrijden kwam hij in actie. Na afloop van het WK speelde Li nog ruim vijftig interlands. Als recordinternational sloot hij zijn interlandcarrière af met een overwinning op Singapore. In deze laatste wedstrijd was hijzelf een van de doelpuntenmakers.